# استار ایر کارگو
استار ایر کارگو (به انگلیسی: Star Air Cargo) یک شرکت هواپیمایی است که در تاریخ ۱۹۹۶ میلادی تأسیس شده است.
دفتر مرکزی استار ایر کارگو در آفریقای جنوبی واقع شده‌است.